# .ie
.ie este un domeniu de internet de nivel superior, pentru Irlanda (ccTLD).